# Tòa nhà Lập Sơn

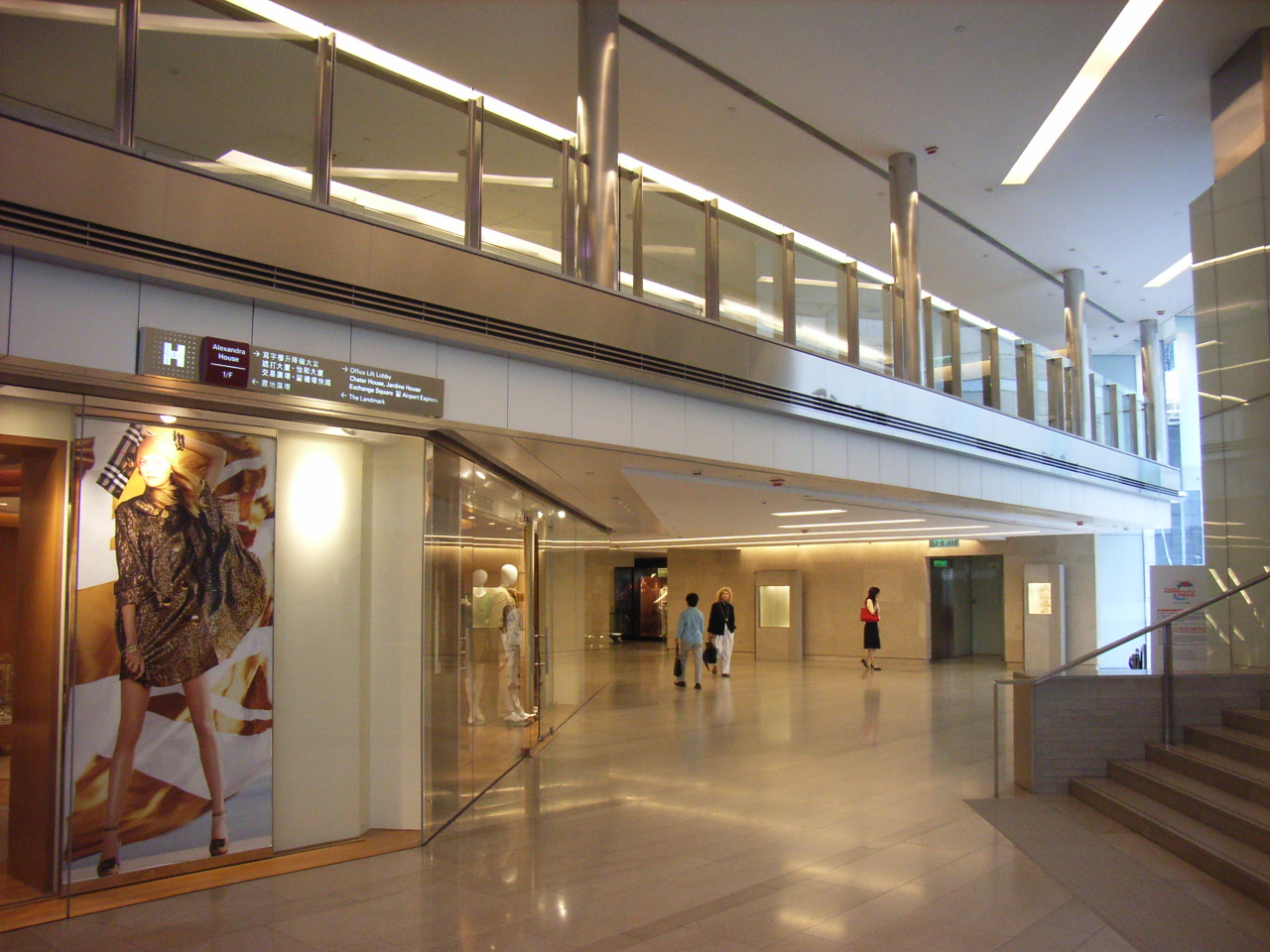
Bên trong Landmark Alexandra

Tòa nhà Lập Sơn (tiếng Trung: 歷山大廈) hay Alexandra House là một tòa nhà văn phòng ở Trung Hoàn, Hồng Kông. Tòa nhà cao 37 tầng. Tòa nhà sử dụng như một khu mua sắm, Landmark Alexandra, và nó được kết nối với hệ thống Central Elevated Walkway. Xung quanh là đường Tuyết Xưởng, đường Đức Phụ, đường Già Tá.

## Lịch sử
Tòa nhà hiện tại được hoàn thành vào năm 1976. Đây là tòa nhà thế hệ thứ ba mang tên "Alexandra" trên cùng địa điểm xây dựng này.
Tòa nhà thế hệ đầu tiên, "Alexandra Building", được đặt theo tên của Nữ hoàng Alexandra, vợ của vị vua Edward VII. Nó được thiết kế bởi Palmer and Turner và hoàn thành vào năm 1904. Tòa nhà cao 5 tầng, với mái vòm cong. Nó được trang bị thang máy điện Otis và đèn điện được lắp đặt bởi Công ty Điện lực Hồng Kông. Nó đã bị phá hủy vào năm 1952.
Tòa nhà thế hệ thứ hai, "Alexandra House", được xây dựng theo hai giai đoạn, giữa năm 1952 và 1954. Nó đã bị phá hủy vào năm 1975.
Tòa nhà hiện tại, một tòa tháp 34 tầng, được phát triển bởi Hongkong Land với chi phí 106 triệu đô la Hồng Kông. Các kế hoạch đã được Bộ Xây dựng phê duyệt vào năm 1975. Tòa tháp được xây dựng bởi công ty Paul Y. Engineering và là tòa nhà cao nhất ở Hồng Kông được xây dựng theo phương pháp xây dựng dạng trượt. Tòa tháp có 15 thang máy và thiết kế của quảng trường công cộng bao gồm thang cuốn ngoài trời đầu tiên ở Hồng Kông. Tòa nhà đã xây đỉnh vào tháng 5 năm 1976. Nó đã nhận được giấy phép hoạt động vào tháng 9 năm 1976.
Sau khi tòa nhà hoàn thành, Hongkong Land chuyển trụ sở của họ đến đó.
Vào năm 2002, Hongkong Land đã phá bỏ bục của Alexandra House, một lối vào mới tại Đường Già Tá và các không gian bán lẻ mới đã được tạo ra.
Vào năm 2012, Hongkong Land đã cho ra mắt thương hiệu "LANDMARK", đại diện cho 4 tòa nhà bán lẻ ở Trung Hoàn, bao gồm bục bán lẻ của Alexandra House, được đổi tên thành Landmark Alexandra.

## Người thuê
Ba nhà hàng được gắn sao Michelin Guide 8½ Otto e Mezzo Bombana nằm trong tòa nhà. Bục bán lẻ Landmark Alexandra, sử dụng bởi các thương hiệu quốc tế như Prada, Burberry, Dolce & Gabbana và Ermenegildo Zegna. Tòa nhà thương mại bao gồm những người thuê nhà đáng chú ý như Christie's, Deacons, Linklaters and Richards Butler.